# Luftwaffenhelfer
Luftwaffenhelfer waren Schüler der mittleren und höheren Schulen, die das 15. Lebensjahr vollendet hatten und mit Anordnung über den Kriegshilfseinsatz der deutschen Jugend in der Luftwaffe vom 26. Januar 1943 Hilfsdienste bei Einheiten der Luftwaffe zu verrichten hatten. Ihr Einsatz fand ab dem 15. Februar 1943 in erster Linie bei der Flakartillerie statt.

## Mobilisierung
Die Anordnung über den Kriegshilfseinsatz in der Luftwaffe war von dem Reichsminister der Luftfahrt und Oberbefehlshaber der Luftwaffe Hermann Göring, dem Leiter der Partei-Kanzlei Martin Bormann, Reichsinnenminister Wilhelm Frick, Reichsminister für Wissenschaft, Erziehung und Volksbildung Bernhard Rust sowie Reichsjugendführer Artur Axmann unterzeichnet und betraf die Schüler der 6. und 7. Klassen (Geburtsjahrgänge 1926 und 1927). Rechtsgrundlage war die sog. Notdienstverordnung vom 15. Oktober 1938 des Beauftragten für den Vierjahresplan Hermann Göring.
Nach einer truppenärztlichen Untersuchung auf ihren Tauglichkeitsgrad wurden die Schüler aufgrund von Anordnungen der jeweiligen Luftgaukommandos am Schulort und in dessen unmittelbarer Umgebung eingesetzt, beispielsweise im Fernsprechdienst, Flugmeldedienst, Aus- und Umwertungsdienste und im Geschäftszimmerdienst, auch an der Flakwaffe. Einsätze in Küche, Kasino oder zu Reinigungsdiensten waren verboten. Die Schüler einer Klasse sollten gemeinsam eingesetzt werden und an einem besonders eingerichteten Schulunterricht teilnehmen. Dieser sollte „18 Wochenstunden in den wichtigsten Fächern“ umfassen. Mindestens einmal wöchentlich sollte ein mehrstündiger Besuch im Elternhaus ermöglicht werden. Ein überörtlicher Einsatz war nur für Schüler von Napolas und Adolf-Hitler-Schulen vorgesehen.
Vorgesetzte der Luftwaffenhelfer waren die militärischen Disziplinarvorgesetzten, daneben die Lehrer und die HJ-Führer im Rahmen ihres Dienstes. Sie unterlagen als Wehrmachtgefolge den Militärstrafgesetzen und allen Schutzbestimmungen des Jugendstrafrechts. Es war eine tägliche Barvergütung in Höhe von 0,50 RM vorgesehen.  
Die eingezogenen Jugendlichen waren rechtlich zwar keine Soldaten, gehörten auch nicht zur „fliegerischen Bevölkerung“, sollten im Schadensfall aber wie Soldaten versorgt, behandelt und betreut werden.
Die Eltern sollten über die im Januar 1943 angeordneten Maßnahmen durch den zuständigen Kreisleiter informiert werden. Auf dazu einberufenen besonderen Elternversammlungen waren neben der Schulleitung auch ein Offizier des zuständigen Luftgaukommandos und der Bannführer der HJ anwesend.

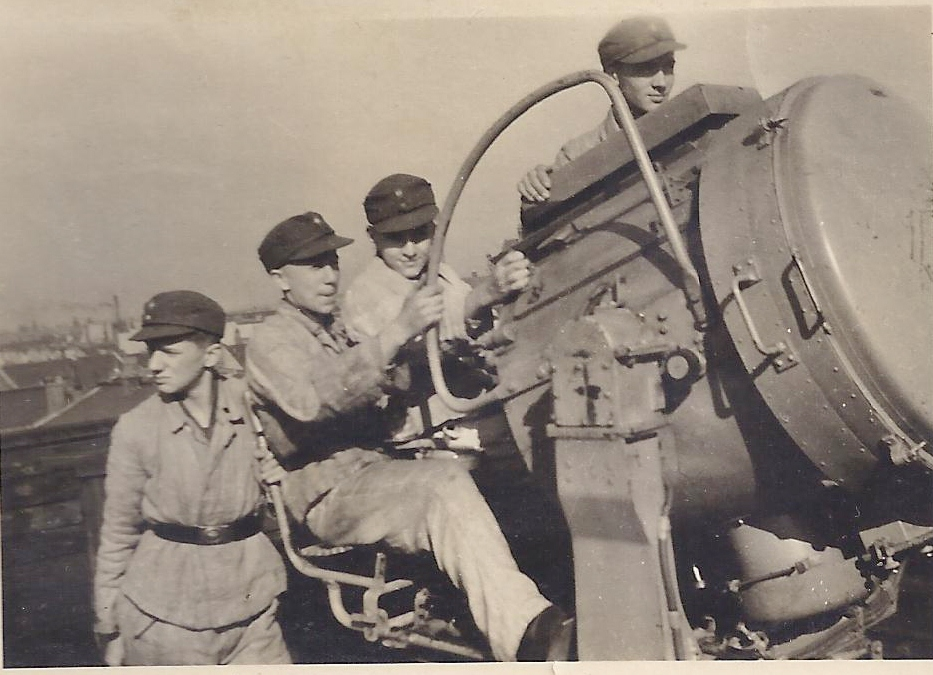
Luftwaffenhelfer (Jahrgang 1927) als Bedienung eines Flakscheinwerfers in Berlin (1943)

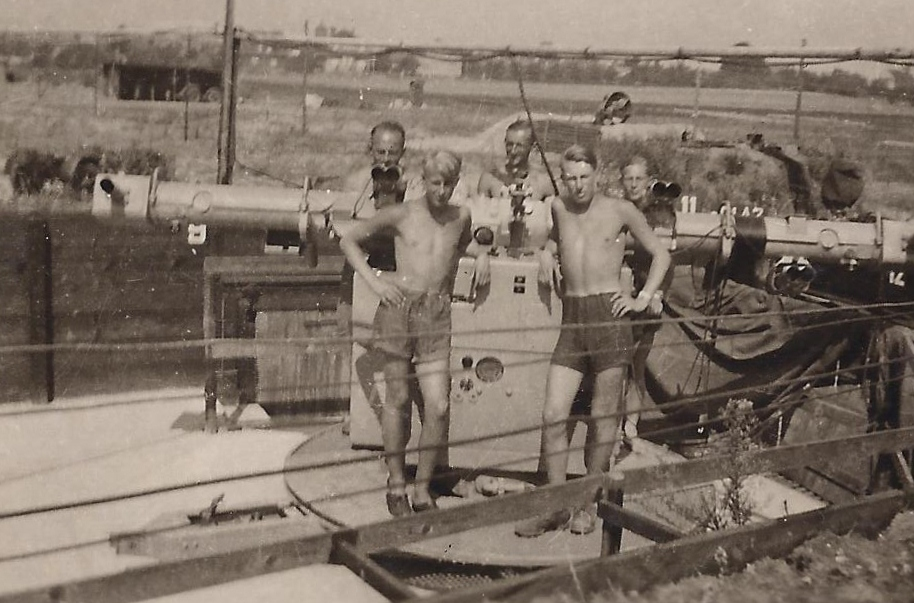
Luftwaffenhelfer (Jahrgang 1927) am Kommandogerät 40 (B I) der 8,8-cm-Flak-Batterie in Berlin-Karow (August 1943)

## Einsatz
15- bis 17-jährige Schüler der Jahrgänge 1926 bis 1928 waren als Flakhelfer ab Februar 1943 im Rahmen des Kriegshilfsdienstes bei der Reichsverteidigung im Luftkrieg, beispielsweise im Mitteldeutschen Flakgürtel, eingesetzt. Ab 1944 wurden nicht nur Schüler als Luftwaffenhelfer eingezogen: Aus dem Jahrgang 1928 wurden auch Lehrlinge aus dem gewerblichen und kaufmännischen Bereich als Luftwaffenhelfer eingesetzt.
Luftwaffenhelfer hatten nicht den Status von Soldaten. Sie erfüllten zwar wie Soldaten Aufgaben an Geschützen und Geräten und lebten in den Flakstellungen wie sie, waren jedoch gleichzeitig Schüler, die von Lehrern unterrichtet wurden. Offiziell galten sie als Mitglieder der Hitlerjugend, was ihnen oft missfiel. Zur „Ausgehuniform“ musste die HJ-Armbinde getragen werden. Drei Institutionen waren beim Festlegen des Einsatzes von Luftwaffenhelfern beteiligt: Luftwaffe, Hitlerjugend und Schule. Freiwillige Meldungen waren nicht möglich, die Schüler wurden klassenweise und innerhalb der Schulklassen jahrgangsweise zum Einsatz abgeordnet.
Die Luftwaffenhelfer sollten Ersatz für fronttaugliche Soldaten schaffen, die von den Flakstellungen abgezogen und an die Front geschickt wurden, um die dortigen Verluste auszugleichen. Jeweils 100 Luftwaffenhelfer ersetzten 70 für die Front freigestellte Soldaten. Gegen den Einsatz der Luftwaffenhelfer gab es Bedenken, so fürchtete Martin Bormann, den Einfluss auf die Stimmung der Bevölkerung. Es galt, den Eindruck zu vermeiden, dass die Wehrmacht ausgeblutet war und auf Jugendliche als Soldaten zurückgreifen musste.
Luftwaffenhelfer wurden in der Regel nach neun Monaten Dienstzeit zum Luftwaffenoberhelfer (LwOH) befördert und trugen dann eine silberne Litze auf den Schulterstücken. Als weitere Maßnahme zur Prestigeförderung wurde in seltenen Fällen das Flak-Kampfabzeichen verliehen.
In der NS-Propaganda wurden männlichen Jugendlichen in der Pubertät vor allem Ritterkreuzträger, „Fliegerasse“ und erfolgreiche U-Boot-Fahrer als imponierende Figuren vorgewiesen. Bei Luftwaffenhelfern hörte dies meistens auf, sie waren für diese heroische und pathetische Propaganda in der Regel nicht mehr empfänglich.
In den Jahren 1943 bis 1945 dürften insgesamt 200.000 Luftwaffenhelfer und Marinehelfer im Einsatz gewesen sein. Genaue Daten über Verluste unter den Luftwaffenhelfern existieren nicht, doch lassen Berichte von zahlreichen Volltreffern in Flakstellungen hohe Opferzahlen vermuten.

## Film
- Luftwaffenhelfer – Deutscher Fernsehfilm aus dem Jahr 1980, Regie: Volker Vogeler.